# Skäggmunsmal
Skäggmunsmal (Ancistrus dolichopterus) är en art i familjen harneskmalar som naturligt lever i Amazonområdet i Sydamerika i Brasilien och i angränsande områden av Guyana, Venezuela, Colombia, Ecuador, Peru och Bolivia. Arten kallas även i handeln för L183 / Blå Antennmal.
Ancistrus dolichopterus förväxlas ofta med vanlig Ancistrus sp., men det rör sig inte om samma art.

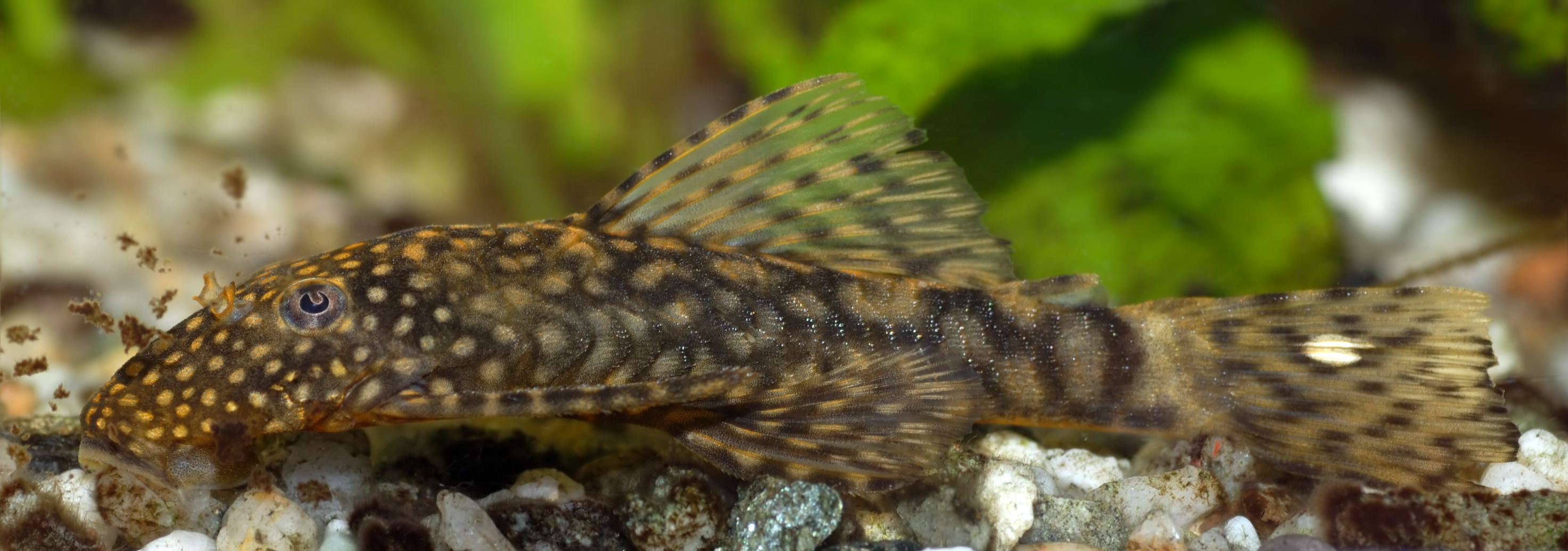
En skäggmunsmal

Individerna vistas i snabbt flytande vattendrag nära grunden. Honan gömmer äggen mellan vattenväxternas rötter och de bevakas sedan av hannen.
Några exemplar fångas och säljs som akvariefisk. Hela populationen anses vara stabil. IUCN listar arten som livskraftig (LC).